# M1903 Спрингфилд
M1903 Спрингфилд (енгл. M1903 Springfield) је америчка пушка репетирка у калибру .30-06 која је почетком двадесетог века уведена у наоружање Америчке војске.

## Историја
Током рата са Шпанијом, Америчке трупе су биле наоружане пушкама Краг-Јоргенсен док је шпанска армија поседовала Маузерове пушке М1893 у калибру 7x57mm.
Током битке за брда Сан Хуан, око 750 шпанских војника су успели да зауставе напад 15.000 америчких и том приликом за неколико минута избацили из строја око 1.400 америчких војника.
Америчка војна комисија је сматрала да су њихове пушке Краг-Јоргенсен неподобне да их је потребно заменити бољим системом.
Заробљени шпански Маузери су пребачени у САД где су се на тестирањима показали као супериорни дизајн одликован прецизношћу, квалитетом, издржљивошћу и једноставношћу па се Америчка војска одлучила за Маузеров систем.
Након експериментисања са прототипима, коначно 1903. године се пушка М1903 усваја у наоружање под именом „United States Rifle, Caliber .30, Model 1903”. Ова нова пушка је била у калибру .30-03, била је краћа од претходних и користила је бајонет у облику копља попут пушке Мосин Наган.
Иако су комбиновали решења и са других пушака, ипак М1903 је и даље била конструкција система Маузер па је због тога америчка влада морала да плати 250.000 долара фабрици Маузер, што би данас било око 7 милиона долара.
До 1905. је произвеедено 80.000 пушака М1903 Спрингфилд међутим председник Теодор Рузвелт је сматрао да је копљасти бајонет потпуно погрешно решење и захтевао да буде замењен. Нови бајонети М1905 су уведени у опрему и додати су нови нишани М1904.
Ове преправке су завршене тек када је одлучено да се уради још једна велика преправка. Наиме метак .30-03 је био тупог врха па је одлучено да буде замењен новим метком .30-06 шиљатог врха што даје боље балистичке резултате. Цеви су преправљене па су тако поново постављени и нови нишани. Одлучено је да пушка М1903 буде дужине 24 in (61 cm) и да се у истој користи од стране свих родова.
До уласка Сједињених Држава у Први светски рат је произведено 843.239 пушака М1903. Међутим, М1903 није била најбројнија америчка пушка током рата, већ је то била M1917 Енфилд која је ушла у производњу након што су американци схватили да ће бити много лакше произвести је у већем броју превазилазећи неке проблеме у производњи Спрингфилда. Након рата, америчка војска је наставила користити пушке Спрингфилд М1903 док су М1917 Енфилд остављене у резерви.
Почетком Другог светског рата, америчка војска је још увек била увелико наоружана пушкама М1903, а коришћене су све до битке за Гвадалканал и у мањој мери до краја рата услед недостатака новијих модерних М1 Гаранд. Бразилске експедиционе снаге које су се бориле на италијанском фронту у саставз 5те америчке армије су биле опремљене пушкама М1903 Спрингфилд. Августа 1943. снаге Слободне Француске под командом генерала де Гола су пренаоружане америчким пушкама М1903 и М1917 и коришћене су све до краја рата. Французи су касније ове пушке користили и током рата у Индокини.
Америчка војска је током рата развила и снајперску верзију М1903А4, одавањем оптичког нишана. Американци су снајпер М1903А4 користили као своје основно снајперско оружје на свим фронтовима, а касније је коришћен и током Корејског рата.

## Занимљивости
Ернест Хемингвеј је користио пушку М1903 Спрингфилд у лову на лавове током сафарија у Африци 1933. Своје доживљаје је описао у роману „Green Hills of Africa”, објављеном 1935.

## Корисници
- САД
- Француска
- Уједињено Краљевство
- Куба
- Никарагва
- Јужна Кореја